# Star Wars: The Clone Wars (jeu vidéo)
Star Wars: The Clone Wars est un jeu vidéo d'action développé par Pandemic Studios et édité par LucasArts. Le titre est sorti successivement sur GameCube, PlayStation 2 et Xbox.

## Trame
Le jeu débute avec l'arrivée des troupes de la République, menées par Mace Windu, Yoda et Luminara Unduli, sur Géonosis pour porter secours à Anakin, Obi-Wan et Padmé qui sont sur le point de se faire exécuter. Le sauvetage (tout comme dans le film L'Attaque des Clones) marque le début de la Bataille de Géonosis et donc de la Guerre des Clones.
Quelque temps après cet épisode, Obi-Wan et Anakin patrouillent dans l'Amas de Tion, une zone qui semble ne porter aucun intérêt stratégique particulier, pourtant, les deux Jedi découvrent une armée d'invasion séparatiste se dirigeant vers Rhen Var, une planète gelée. Ainsi, les deux hommes viennent alerter la population et les troupes de la République là-bas pour préparer une évacuation. Durant l'évacuation, Anakin et Obi-Wan couvrent les transports pour leur permettre une fuite sans encombre.
Après cette mission, les deux Jedi sont chargés par Mace Windu d'enquêter sur l'activité séparatiste repérée sur Raxus Prime, une autre planète sans importance stratégique, polluée et recouverte de déchets. Sur Raxus, ils tombent sur de nombreuses troupes ennemies, ainsi qu'un chantier duquel a été extrait un artefact. Voyant le Comte Dooku entrer dans un vaisseau pour s'enfuir, Anakin se lance à sa poursuite, laissant son maître combattre un puissant adversaire seul. Finalement Anakin tombe dans un piège tendu par Dooku et son nouveau serviteur chasseur de primes : Cydon Prax, il finit ainsi prisonnier.
Anakin se réveille plus tard dans une cellule d'un vaisseau en approche d'Alaris Prime, une planète forestière colonisée par les Wookies. Il bavarde avec sa voisine de cellule, Bera Kazan, une contrebandière et ancienne associée de Cydon, trahie par lui et Dooku. Elle lui apprend avoir aidé le mercenaire et le Sith à trouver le catalyseur de Force sur Raxus Prime. Le catalyseur est un ancien artefact, conçu par les Sith capable d'absorber la Force des êtres vivants pour la stocker.
Peu de temps après, Anakin et sa nouvelle acolyte sont placés dans un camp de prisonnier de la Confédération situé dans la forêt d'Alaris. Dooku veut se servir de ce camp et des bois comme zone de test pour sa nouvelle trouvaille. Anakin et Bera parviennent à s'évader de justesse du camp, manquant de peu de se faire anéantir par l'artefact sith. Ils trouvent refuge auprès des derniers Wookies encore libres sur la planète, qui leur fournissent des armes et des marus (des reptiles faisant office de montures) pour attaquer un avant-poste ennemi afin d'envoyer un signal de détresse à la République. Anakin et Bera aident ensuite les autochtones wookies à repousser les attaques séparatistes jusqu'à l'arrivée des renforts de la République.
Anakin rentre donc d'Alaris avec de précieuses informations sur les plans de Dooku qu'il partage avec Yoda et Mace Windu. Les deux maîtres Jedi expliquent à Obi-Wan et Anakin que le catalyseur sert en réalité à alimenter l'une des armes les plus puissante fabriquée par les Sith : la Faucheuse Noire. La Faucheuse Noire était si puissante qu'aucune armée ne pouvait la détruire. Se fut un Jedi déchu du nom d'Ulic Qel-Droma qui parvint à la détruire durant la grande guerre qui opposa jadis Jedi et Sith. Yoda et Windu les informent également qu'il n'y a aucune trace des vestiges de la Faucheuse mais que si Dooku a le catalyseur de Force c'est qu'il doit l'avoir retrouvée, d'autant plus que l'artefact a absorbé toute la Force des êtres vivants d'une vaste forêt. Yoda demande donc aux deux Jedi de se rendre une nouvelle fois sur Rhen Var, planète où s'est réfugié Ulic et où se trouve son tombeau.
Les deux Jedi, accompagnés de troupes de la République se rendent sur la planète de glace envahie par les Séparatistes en prévision de leur plan. Néanmoins, les clones triomphent, couvrant Anakin et le permettant de se rendre dans le tombeau. Dans la caverne gelée, Anakin passe l'épreuve, qui consiste à combattre des spectres. Après avoir triomphé, il s'entretient avec le spectre d'Ulic, (matérialisé par un hologramme émanant de son sarcophage) qui lui apprend comment contrôler la Force qui l'entoure, atout qui lui permettra de résister aux effets de la Faucheuse Noire.
Anakin rejoint le quartier général pour les informer que la Faucheuse se trouve sur Thule, une planète possédée autrefois par les Sith. Anakin est d'abord envoyé sur le satellite naturel de la planète pour désactiver le bouclier orbital, permettant ensuite aux forces de la République de se déployer sur la planète. Petit à petit, ils gagnent du terrain, jusqu'à atteindre les ruines de Kesiak, l'ancienne capitale. Anakin se retrouve une nouvelle fois face à Dooku, qui envoie Cydon Prax le combattre avant de s'enfuir. Anakin, malgré la taille imposante du véhicule du mercenaire, parvient à le pulvériser, tuant Cydon sur le coup. Comme la Faucheuse a été activée et que lui seul peut survivre temporairement à ses effets, Anakin se lance seul dans ce combat. Accompagné par l'esprit d'Ulic, Anakin réussit finalement à venir à bout de la Faucheuse.
La République est une fois de plus victorieuse, mais comme le souligne Maître Yoda, la guerre est loin d'être terminée, d'autant plus que Dooku reste introuvable.

## Personnages
- Anakin Skywalker (VO : Matt Lucas ; VF : Emmanuel Garijo) : un padawan avec un fort potentiel, élève d'Obi-Wan ;
- Obi-Wan Kenobi (VO : Jonathan Love ; VF : Bruno Choël) : humble et puissant chevalier Jedi et maître d'Anakin ;
- Mace Windu (VO : T.C. Carson ; VF : Jacques Martial) : très grand et puissant maître Jedi siégeant au Conseil des Jedi ;
- Luminara Unduli (VO : Lori Tritel ; VF : Françoise Cadol) : une grande maître Jedi siégeant au Conseil des Jedi ;
- Bera Kazan (VO : Grey DeLisle ; VF : Emmanuèle Bondeville) : une contrebandière, ancienne associée de Cydon Prax, trahie par ce dernier, elle devient l'alliée d'Anakin ;
- Yoda (VO : Tom Kane ; VF : Pascal Germain) : très sage et puissant maître Jedi siégeant au Conseil des Jedi
- Comte Dooku (VO : Corey Burton ; VF : Bernard Dhéran) : ancien grand maître Jedi, devenu l'apprenti Sith du Grand Seigneur Noir des Sith, Dark Sidious ;
- Cydon Prax (VO : André Sogliuzzo) : mercenaire engagé par le Comte Dooku ;
- Ulic Qel-Droma (VO : Charles Dennis ; VF : Alain Floret) : Jedi déchu qui réussit jadis à vaincre la Faucheuse Noire.

## Système de jeu
Le gameplay est essentiellement centré sur le pilotages de véhicules, mais quelques phases pédestres viennent ponctuer l'aventure. Le joueur incarne Obi-Wan, Anakin et Mace Windu au cours de différentes missions sur des planètes aux terrains variés. Le jeu se concentre surtout sur des phases de combats entre véhicules sur des champs de bataille.

### À pied
Le joueur incarne un Jedi (Anakin ou Mace Windu en fonction des missions) qui combat des dizaines de droïdes. Ces phases à pied s'apparentent à du beat them all, même si le fait de tuer des ennemis n'engrange pas de points. Le joueur dispose d'un sabre laser, et peut recourir à la Force. Il existe trois attaques : le coup de sabre laser, le lancer de sabre laser et l'utilisation de la Force (qui détruit les adversaires proches face au personnage).

### Véhicules
- Char : c'est le véhicule le plus utilisé lors des missions. Agile et rapide, il dispose de deux canons laser à l'avant pour le tir principal ainsi qu'une réserve de 20 missiles à concussion en tir secondaire. Il a comme caractéristique spéciale de pouvoir faire une puissante accélération. Son agilité lui permet de se faufiler facilement au cœur des combats et de tourner aisément autour de ses adversaires.
- Walker : ce véhicule tout-terrain bipode ressemblant aux futurs TR-TT de l'Empire est le deuxième véhicule terrestre le plus utilisé. Plus lent et moins agile que le char, il compense cela avec sa puissance de feu. Ses deux canons principaux à l'avant sont plus puissants que le ceux du char et il dispose en tir secondaire d'un tir de mortier dévastateur qui a la capacité de se recharger automatiquement petit à petit. Sa caractéristique spéciale est de pouvoir émettre durant un bref instant, un puissant bouclier qui le rend invincible durant ce court laps de temps.
- Canonnière de la République : unique véhicule volant pilotable dans ce jeu, elle dispose de deux canons blaster à l'avant et peut tirer des missiles groupés. Sa caractéristique spéciale est de pouvoir tirer en même temps quatre rayons laser continus qui peuvent ainsi se concentrer sur une seule cible, voire en attaquer différentes en même temps.
- Moto-jet : ce véhicule est piloté dans une seule mission, c'est une sorte de moto volante très rapide. Elle dispose uniquement d'un tir principal, un canon blaster à l'avant du véhicule. La capacité spéciale de ce véhicule est de prendre une grande accélération.
- Maru : le maru n'est à proprement parler pas un véhicule mais un animal. Il s'agit d'un grand reptile vivant sur Alaris Prime. Dompté par les Wookies, ils s'en servent comme monture. Le maru, dans le jeu, dispose d'un double canon blaster arbalète fixé à son harnais en guise de tir principal, le tir secondaire consiste en un lancer de grenade qui explose au moment souhaité. Le maru dispose également d'un émetteur de charges sismiques en guise de capacité spéciale, ce qui permet d'éliminer plusieurs unités adversaires à proximité.
- Char d'assaut de la Fédération : disponible dans une mission et parfois en mode multijoueur, ce char lent dispose de deux canons latéraux comme tir principal ainsi qu'un puissant tir concentré dévastateur comme tir secondaire.
- Char de combat de la Confédération : disponible uniquement dans certains modes multijoueur, ce char partage exactement les mêmes caractéristiques que celui de la République.
- Tank droïde de classe Hailfire : disponible uniquement dans certains modes multijoueur, ce char droïde lance-missile fixé sur deux roues peut, en tir principal tirer des lasers en rafales et en tir secondaire, lancer des séries de missiles. Tout comme les chars, sa capacité spéciale consiste en une accélération.

## Multijoueur
Le jeu dispose d'un multijoueur local avec quatre modes sur plusieurs terrains différents avec des véhicules différents, il est d'ailleurs possible dans certains modes de prendre des véhicules de la Confédération.
- Duel :  disponible sur les planètes Kashyyyk, Rhen Var, Thule, Géonosis et Raxus Prime ce mode consiste en un combat de deux à quatre joueurs pour remporter le plus de score. Les joueurs utilisent des véhicules de la République ou de la Confédération. Ils peuvent jouer ou non en équipe.
- Contrôle de zone : les joueurs peuvent jouer ou non en équipe pour occuper une zone centrale de la carte tout en se débarrassant de leurs adversaires, là encore, ce mode ne se fait qu'en véhicule terrestre. Il existe trois cartes : Thule, Raxus et Lune de Thule.
- Conquête : ce mode, disponible sur les cartes Géonosis, Kashyyyk, Lune de Thule et Rhen Var consiste à opposer deux équipes dont les bases sont positionnées à chaque extrémité. Le but final est de détruire la base adverse (qui dispose de points de vie). Il est possible de prendre les avant-postes de l'équipe adverse (placés juste devant la base et équipés de tourelles) en se positionnant en nombre supérieur à l'adversaire dessus.
- Académie : dans ce mode, les joueurs sont obligatoirement dans la même équipe et doivent survivre à des vagues d'ennemis infinies. La carte de l'arène de Géonosis consiste à survivre à des vagues de droïdes et de Géonosiens grâce à son sabre laser, tandis que la carte de la Lune de Thule consiste à survivre à des vagues de véhicules de la Confédération (il y a aussi des boss) avec au choix un char ou un walker.

## Accueil
- Jeux vidéo Magazine : 7/20[1]
- Jeuxvideo.com : 14/20[2]